# Nogent-sur-Loir
Nogent-sur-Loir è un comune francese di 418 abitanti situato nel dipartimento della Sarthe nella regione dei Paesi della Loira.

## Società

### Evoluzione demografica
Abitanti censiti